# Ali Haram
Ali Abdulla Hassan Haram (arab. علي حرم; ur. 11 grudnia 1988) – bahrajński piłkarz grający na pozycji napastnika. Od 2018 jest zawodnikiem klubu Riffa SC.

## Kariera piłkarska
Swoją karierę piłkarską Haram rozpoczął w klubie Sitra Club, w którym zadebiutował w pierwszej lidze bahrajńskiej. W latach 2012–2015 grał w Al Hala SC. W sezonie 2015/2016 był zawodnikiem Hidd SCC, z którym wywalczył mistrzostwo Bahrajnu. W 2016 przeszedł do zespołu Manama Club. W sezonie 2016/2017 zdobył z nim Puchar Bahrajnu. W 2018 przeszedł do Riffa SC.

## Kariera reprezentacyjna
W reprezentacji Bahrajnu Haram zadebiutował 7 października 2016 w wygranym 3:1 towarzyskim meczu z Filipinami. W 2019 roku został powołany do kadry na Puchar Azji.